# Ochavillo
Ochavillo war ein kleines spanisches Volumenmaß für trockene Waren.
- 1 Ochavillo ≈ 0,07 Liter

Die Maßkette war
- 1 Cahiz = 12 Fanegada = 48 Cuartilla = 144 Almude= 288 Medio = 576 Cuartillo = 2304 Racione = 9216 Ochavillo
  - 1 Fanegada = 55,501 Kubikdezimeter